# NF X 50-056
La NF X50-056 est une norme française traitant des services aux personnes à domicile.

## Présentation
Cette norme a été révisée en 2014 afin de tenir compte des évolutions du secteur.
Elle est utilisable par les structures relatives :
- aux services à la personne,
- aux services d’aide et d’accompagnement (SAAD) et de soins à domicile des personnes âgées (SSIAD), des personnes en situation de handicap, des familles.

La norme NF X50-056 définit les exigences de la certification NF 311 délivrée par Afnor Certification.
Les caractéristiques certifiées par cette marque NF Service sont : 
- Principes éthiques ;
- Connaissance des publics, des domiciles et de l’environnement ;
- Orientations stratégiques et système qualité ;
- Offre de service ;
- Organisation globale de l’entité ;
- Le service ;
- Amélioration continue de la qualité  ;